# 2459 Spellmann
2459 Spellmann este un asteroid din centura principală, descoperit pe 11 iunie 1980 de Carolyn Shoemaker.